# На путу за Катангу
На путу за Катангу је југословенски социјални драмски и авантуристички филм из 1987. године који је режирао Живојин Павловић по сценарију који је написао Радош Бајић.